# Antonio Juliano
Antonio Juliano (Napoli, 26 dicembre 1942 – Napoli, 13 dicembre 2023) è stato un calciatore e dirigente sportivo italiano, di ruolo centrocampista.
Ha legato la sua carriera agonistica alla squadra della sua città, il Napoli, nel quale militò dal 1961 al 1978 per 17 stagioni, di cui 12 da capitano, e rimanendo a lungo il calciatore azzurro con più presenze in tutte le competizioni; con i partenopei ha vinto due Coppe Italia (1961-62 e 1975-76), una Coppa delle Alpi (1966) e una Coppa di Lega Italo-Inglese (1976).
Con la nazionale si è laureato campione d'Europa nel 1968 e vicecampione del mondo nel 1970.

## Caratteristiche tecniche
Gianni Brera così definiva il Napoli di Vinicio: "Il suo gioco si fonda sulla regia di Juliano, al quale i devoti gregari portano palla con assoluta diligenza. Il Capitano Azzurro fornisce, anche se a flebile ritmo, prestazioni stupende".

## Carriera

### Giocatore

#### Club

Juliano, capitano del Napoli, solleva la Coppa Italia 1975-1976.

(Dino Zoff, Dura solo un attimo, la gloria)

Juliano (a sinistra) al Napoli tra gli anni 60 e 70, durante una pausa di allenamento, assieme al compagno di squadra Dino Zoff.

Crebbe calcisticamente nel principale club della sua città, il Napoli, compiendo tutta la trafila dalle giovanili fino alla prima squadra, alla quale fu aggregato nella stagione 1961-1962, sotto la guida tecnica di Bruno Pesaola. Fece il suo esordio assoluto nella semifinale di Coppa Italia di quell'anno vinta contro il Mantova. L'anno successivo, l'esordio in Serie A, il 17 febbraio 1963, avvenuto in Napoli-Inter 1-5.
Da allora, e fino a tutto il 1977-1978, rimase a Napoli, compresi due campionati cadetti consecutivi, collezionando 355 incontri in Serie A e 39 in B, secondo per presenze totali solo a Giuseppe Bruscolotti; 72 incontri in Coppa Italia e 39 tra Coppa UEFA e Coppa delle Coppe.
Pur non vincendo mai lo scudetto Juliano, divenuto nel 1966 capitano degli azzurri a ventitré anni, guidò la squadra a risultati sportivi di rilievo: due secondi posti, nel 1967-1968 alle spalle del Milan di Nereo Rocco, e nel 1974-1975 dietro alla Juventus, e tre terzi posti, il primo dei quali conseguito da neopromossa nella stagione 1965-1966 alle spalle di Inter e Bologna, i club che avevano vinto gli ultimi due campionati; a essi si aggiunse la vittoria nella Coppa Italia 1975-1976.
Lasciò il Napoli nell'estate del 1978 per giocare l'ultima stagione della sua carriera nel Bologna, in cui fu decisivo ai fini della salvezza conquistata in extremis, realizzando una rete al Torino.

#### Nazionale

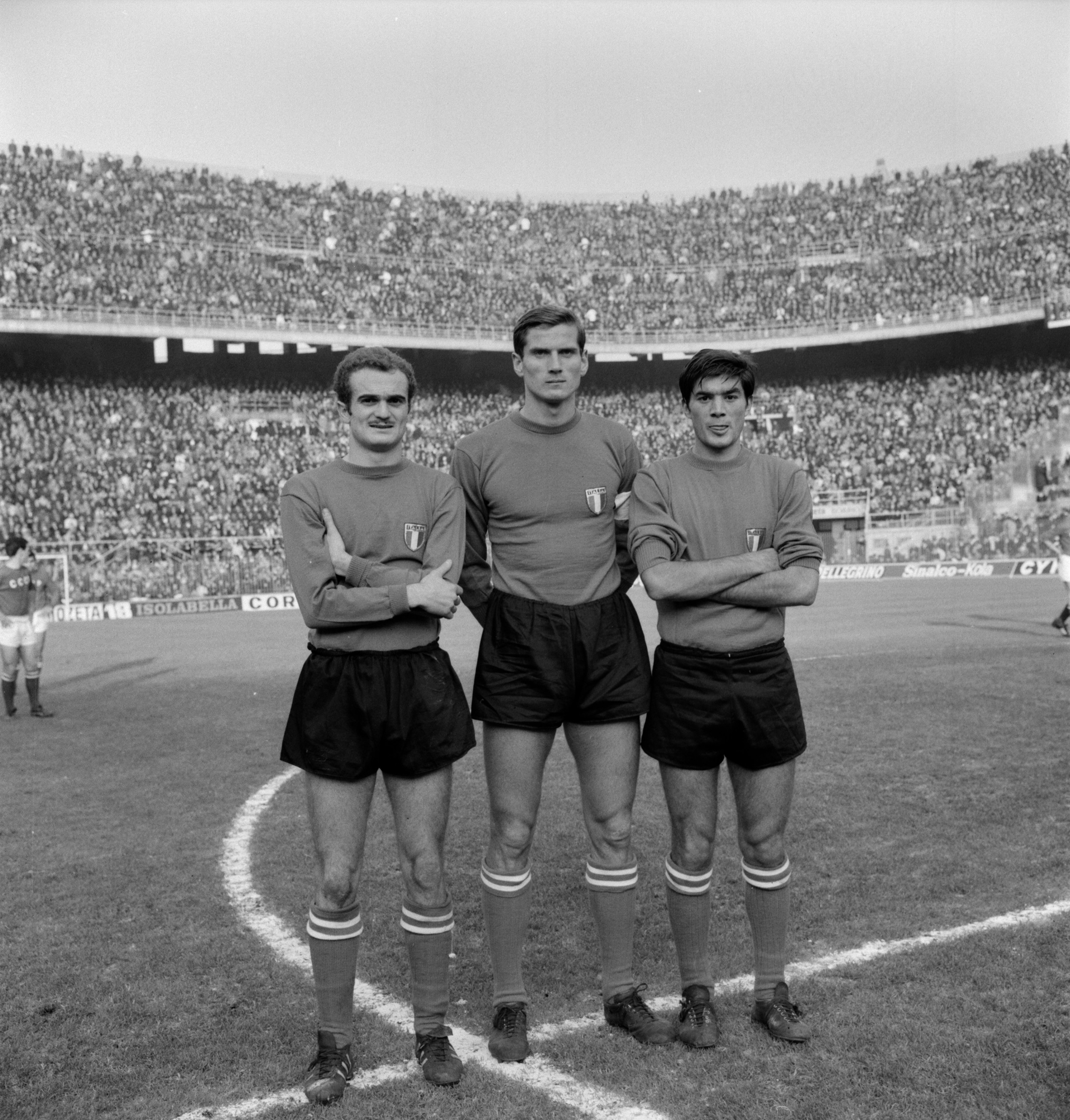
Da destra: Juliano in nazionale nel 1966, assieme ai connazionali Facchetti e Mazzola.

Juliano esordì in nazionale il 18 giugno 1966 a Milano contro l'Austria (1-0) e fu convocato tra i 22 che parteciparono al campionato del mondo 1966 in Inghilterra anche se non fu mai utilizzato. Fu quasi sempre schierato nelle partite di qualificazione al campionato d'Europa 1968, la cui fase finale si disputò in Italia, e fu proprio allo Stadio San Paolo di Napoli che giocò la semifinale di quell'edizione del campionato, contro l'Unione Sovietica, il 5 giugno 1968. Fu in campo anche allo Stadio Olimpico di Roma il successivo 8 giugno nella prima delle due finali contro la Jugoslavia, quella terminata 1-1 che obbligò alla ripetizione, poi vinta 2-0 (nella quale fu tra coloro che non presero parte avendo giocato solo due giorni prima), che diede all'Italia il titolo di campione d'Europa.
Nel successivo campionato del mondo 1970 fu impiegato in una sola occasione, a Città del Messico, nei 16 minuti terminali della finale Brasile-Italia 4-1 in sostituzione di Bertini. Convocato per il campionato del mondo 1974 in Germania Ovest, non fu tuttavia mai schierato. Il suo 18º e ultimo incontro in nazionale fu a Rotterdam il 20 novembre 1974, sconfitta 3-1 contro i Paesi Bassi nel girone di qualificazione al campionato d'Europa 1976.

### Dopo il ritiro
Tornato da dirigente al Napoli, curò l'acquisto di Ruud Krol e la sessione di mercato che nel 1984 portò all'ingaggio, dal Barcellona, dell'argentino Diego Armando Maradona, precedentemente scoperto da Lamberto Doni.
Dopo il ritiro è stato anche opinionista nella trasmissione televisiva Number Two in onda sull'emittente televisiva campana Canale 34 Telenapoli e condotta da Ivan Zazzaroni.
È morto il 13 dicembre 2023 all'età di 80 anni.

## Controversie
Nel novembre del 2012, intervenendo al convegno Il calcio tra regole, lealtà sportiva ed interessi (criminali?), Juliano asserì che prima di Napoli-Milan, valevole per l'ultima giornata del campionato di Serie A 1977-1978, si accordò con l'allora capitano milanista Gianni Rivera affinché la partita terminasse in parità: il risultato finale fu effettivamente di 1-1, con le reti di Alberto Bigon per il Milan al 74' e di Claudio Vinazzani per il Napoli all'85', e le squadre, grazie a quel pareggio, si qualificarono entrambe per la Coppa UEFA. Rivera, successivamente, dichiarò di non ricordare l'episodio specifico.

## Statistiche

### Presenze e reti nei club
| Stagione        | Squadra         | Campionato      | Campionato | Campionato | Coppe nazionali | Coppe nazionali | Coppe nazionali | Coppe continentali | Coppe continentali | Coppe continentali | Altre coppe | Altre coppe | Altre coppe | Totale | Totale |
| Stagione        | Squadra         | Comp            | Pres       | Reti       | Comp            | Pres            | Reti            | Comp               | Pres               | Reti               | Comp        | Pres        | Reti        | Pres   | Reti   |
| --------------- | --------------- | --------------- | ---------- | ---------- | --------------- | --------------- | --------------- | ------------------ | ------------------ | ------------------ | ----------- | ----------- | ----------- | ------ | ------ |
| 1961-1962       | Napoli          | B               | 0          | 0          | CI              | 1               | 0               | -                  | -                  | -                  | -           | -           | -           | 1      | 0      |
| 1962-1963       | Napoli          | A               | 1          | 0          | CI              | 0               | 0               | CdC                | 2                  | 0                  | -           | -           | -           | 3      | 0      |
| 1963-1964       | Napoli          | B               | 12         | 1          | CI              | 1               | 0               | -                  | -                  | -                  | -           | -           | -           | 13     | 1      |
| 1964-1965       | Napoli          | B               | 27         | 2          | CI              | 2               | 0               | -                  | -                  | -                  | -           | -           | -           | 29     | 2      |
| 1965-1966       | Napoli          | A               | 33         | 2          | CI              | 2               | 1               | -                  | -                  | -                  | CdA+CM      | 0+1         | 0+1         | 36     | 4      |
| 1966-1967       | Napoli          | A               | 34         | 4          | CI              | 0               | 0               | CF                 | 4                  | 0                  | -           | -           | -           | 39     | 4      |
| 1967-1968       | Napoli          | A               | 27         | 1          | CI              | 2               | 0               | CF                 | 4                  | 0                  | -           | -           | -           | 40     | 1      |
| 1968-1969       | Napoli          | A               | 28         | 1          | CI              | 3               | 0               | CF                 | 2                  | 1                  | -           | -           | -           | 33     | 2      |
| 1969-1970       | Napoli          | A               | 29         | 2          | CI              | 3               | 1               | CF                 | 6                  | 0                  | -           | -           | -           | 38     | 3      |
| 1970-1971       | Napoli          | A               | 25         | 1          | CI              | 11              | 3               | -                  | -                  | -                  | -           | -           | -           | 36     | 4      |
| 1971-1972       | Napoli          | A               | 21         | 0          | CI              | 9               | 2               | CU                 | 2                  | 0                  | -           | -           | -           | 32     | 2      |
| 1972-1973       | Napoli          | A               | 22         | 0          | CI              | 7               | 0               | -                  | -                  | -                  | -           | -           | -           | 29     | 0      |
| 1973-1974       | Napoli          | A               | 29         | 2          | CI              | 3               | 2               | -                  | -                  | -                  | -           | -           | -           | 32     | 4      |
| 1974-1975       | Napoli          | A               | 29         | 3          | CI              | 9               | 0               | CU                 | 6                  | 0                  | -           | -           | -           | 44     | 3      |
| 1975-1976       | Napoli          | A               | 23         | 3          | CI              | 7               | 1               | CU                 | 2                  | 0                  | -           | -           | -           | 32     | 4      |
| 1976-1977       | Napoli          | A               | 25         | 1          | CI              | 2               | 0               | CdC                | 8                  | 0                  | CL          | 2           | 0           | 37     | 1      |
| 1977-1978       | Napoli          | A               | 29         | 3          | CI              | 10              | 0               | -                  | -                  | -                  | -           | -           | -           | 39     | 3      |
| Totale Napoli   | Totale Napoli   | Totale Napoli   | 394        | 26         |                 | 72              | 10              |                    | 36                 | 1                  |             | 3           | 1           | 505    | 38     |
| 1978-1979       | Bologna         | A               | 15         | 2          | CI              | 4               | 0               | -                  | -                  | -                  | -           | -           | -           | 19     | 2      |
| Totale carriera | Totale carriera | Totale carriera | 409        | 28         |                 | 76              | 10              |                    | 36                 | 1                  |             | 3           | 1           | 524    | 40     |

### Cronologia presenze e reti in nazionale
| Cronologia completa delle presenze e delle reti in nazionale ― Italia | Cronologia completa delle presenze e delle reti in nazionale ― Italia | Cronologia completa delle presenze e delle reti in nazionale ― Italia | Cronologia completa delle presenze e delle reti in nazionale ― Italia | Cronologia completa delle presenze e delle reti in nazionale ― Italia | Cronologia completa delle presenze e delle reti in nazionale ― Italia | Cronologia completa delle presenze e delle reti in nazionale ― Italia | Cronologia completa delle presenze e delle reti in nazionale ― Italia |
| Data                                                                  | Città                                                                 | In casa                                                               | Risultato                                                             | Ospiti                                                                | Competizione                                                          | Reti                                                                  | Note                                                                  |
| --------------------------------------------------------------------- | --------------------------------------------------------------------- | --------------------------------------------------------------------- | --------------------------------------------------------------------- | --------------------------------------------------------------------- | --------------------------------------------------------------------- | --------------------------------------------------------------------- | --------------------------------------------------------------------- |
| 18-6-1966                                                             | Milano                                                                | Italia                                                                | 1 – 0                                                                 | Austria                                                               | Amichevole                                                            | -                                                                     | 46’                                                                   |
| 1-11-1966                                                             | Milano                                                                | Italia                                                                | 1 – 0                                                                 | Unione Sovietica                                                      | Amichevole                                                            | -                                                                     |                                                                       |
| 26-11-1966                                                            | Napoli                                                                | Italia                                                                | 3 – 1                                                                 | Romania                                                               | Qual. Euro 1968                                                       | -                                                                     |                                                                       |
| 22-3-1967                                                             | Nicosia                                                               | Cipro                                                                 | 0 – 2                                                                 | Italia                                                                | Qual. Euro 1968                                                       | -                                                                     |                                                                       |
| 25-6-1967                                                             | Bucarest                                                              | Romania                                                               | 0 – 1                                                                 | Italia                                                                | Qual. Euro 1968                                                       | -                                                                     |                                                                       |
| 1-11-1967                                                             | Cosenza                                                               | Italia                                                                | 5 – 0                                                                 | Cipro                                                                 | Qual. Euro 1968                                                       | -                                                                     |                                                                       |
| 18-11-1967                                                            | Berna                                                                 | Svizzera                                                              | 2 – 2                                                                 | Italia                                                                | Qual. Euro 1968                                                       | -                                                                     |                                                                       |
| 23-12-1967                                                            | Cagliari                                                              | Italia                                                                | 4 – 0                                                                 | Svizzera                                                              | Qual. Euro 1968                                                       | -                                                                     |                                                                       |
| 6-4-1968                                                              | Sofia                                                                 | Bulgaria                                                              | 3 – 2                                                                 | Italia                                                                | Qual. Euro 1968                                                       | -                                                                     |                                                                       |
| 20-4-1968                                                             | Napoli                                                                | Italia                                                                | 2 – 0                                                                 | Bulgaria                                                              | Qual. Euro 1968                                                       | -                                                                     |                                                                       |
| 5-6-1968                                                              | Napoli                                                                | Italia                                                                | 0 – 0 dts                                                             | Unione Sovietica                                                      | Euro 1968 - Semif.                                                    | -                                                                     |                                                                       |
| 8-6-1968                                                              | Roma                                                                  | Italia                                                                | 1 – 1 dts                                                             | Jugoslavia                                                            | Euro 1968 - Finale                                                    | -                                                                     |                                                                       |
| 4-11-1969                                                             | Roma                                                                  | Italia                                                                | 4 – 1                                                                 | Galles                                                                | Qual. Mondiali 1970                                                   | -                                                                     | 87’                                                                   |
| 22-11-1969                                                            | Napoli                                                                | Italia                                                                | 3 – 0                                                                 | Germania Est                                                          | Qual. Mondiali 1970                                                   | -                                                                     | 50’                                                                   |
| 21-6-1970                                                             | Città del Messico                                                     | Brasile                                                               | 4 – 1                                                                 | Italia                                                                | Mondiali 1970 - Finale                                                | -                                                                     | 74’ · 2º posto                                                        |
| 17-10-1970                                                            | Berna                                                                 | Svizzera                                                              | 1 – 1                                                                 | Italia                                                                | Amichevole                                                            | -                                                                     | 46’                                                                   |
| 26-2-1974                                                             | Roma                                                                  | Italia                                                                | 0 – 0                                                                 | Germania Ovest                                                        | Amichevole                                                            | -                                                                     | 87’                                                                   |
| 20-11-1974                                                            | Rotterdam                                                             | Paesi Bassi                                                           | 3 – 1                                                                 | Italia                                                                | Qual. Euro 1976                                                       | -                                                                     |                                                                       |
| Totale                                                                |                                                                       | Presenze                                                              | 18                                                                    |                                                                       | Reti                                                                  | 0                                                                     |                                                                       |

## Palmarès

### Club

#### Competizioni nazionali
- Coppa Italia: 2

Napoli: 1961-1962, 1975-1976

#### Competizioni internazionali
- Coppa delle Alpi: 1

Napoli: 1966
- Coppa di Lega Italo-Inglese: 1

Napoli: 1976

### Nazionale
- Campionato d'Europa: 1

Italia 1968